# Steven Callahan
Steven Callahan (* 6. února 1952) je americký námořník, námořní architekt, spisovatel a vynálezce, konstruktér člunů a jeden z nejuznávanějších expertů na přežití na moři. Proslul jako trosečník, který přežil 76 dní na moři sám v záchranném člunu, když se jeho jachta potopila po srážce s neznámým předmětem v bouři. O své zkušenosti napsal bestseller Adrift: 76 Days Lost At Sea, přispěl do řady manuálů a příruček pro přežití a své zkušenosti ze života trosečníka zúročil i ve svém hlavním povolání při konstrukci a vylepšování záchranných člunů. Jeho příběh byl zvěčněn ve vícero dokumentech zaměřených na přežití v extrémních podmínkách, mimo jiné mu připadl jeden díl v dokumentárních sériích Přežít! (orig. I Shouldn't Be Alive) a Extreme Survival.